# Margaret Dumont
Margaret Dumont (* 20. Oktober 1882 als Daisy Juliette Baker in New York; † 6. März 1965 in Hollywood, Kalifornien) war eine US-amerikanische Schauspielerin, die vor allem durch ihre komischen Rollen an der Seite der Marx Brothers in Erinnerung geblieben ist.

## Leben
Margaret Dumont wurde unter dem Namen Daisy Juliette Baker in New York geboren, wuchs aber bei ihrem Taufpaten – dem Schriftsteller Joel Chandler Harris – in den Südstaaten auf. Nachdem sie sich in ihrer Jugend mit mittelmäßigem Erfolg als Opernsängerin versucht hatte, wechselte sie bald darauf, mit Anfang des Jahrhunderts, ins Schauspielfach. In ihrer Jugend galt sie als Schönheit und spielte komische Rollen in Vaudeville-Theatern. 1910 heiratete sie den reichen Industriellen John Moller Jr. und zog sich zunächst von der Bühne zurück. Doch nachdem ihr Mann 1918 an der Spanischen Grippe gestorben war, kehrte die Witwe wieder zurück ins Showgeschäft. Die Schauspielerin blieb den Rest ihres Lebens unverheiratet.
In den 1920er-Jahren konnte Dumont mit komischen Charakterrollen am Broadway mehrere Erfolge verbuchen. 1925 kam es zu einem Wendepunkt ihrer Karriere, als Autor George S. Kaufman die Schauspielerin im Stück The Cocoanuts neben den Marx Brothers besetzte. Anschließend entwickelte sich eine lange Partnerschaft zwischen den vier Brüdern und Dumont, so spielte sie auch neben ihnen 1928 die Rolle der Mrs. Rittenhouse im Film Animal Crackers. In den 1930er- und 1940er-Jahren spielte sie in sieben der 13 Spielfilme der Marx Brothers als Gegenpart zu Groucho, der in jedem Film mit ihr anzubändeln versuchte und sie dabei gleichzeitig beleidigte. Dumonts Rolle war jeweils die der verwitweten, reichen Grande Dame, mit der sie immer wieder zum Gespött der Brüder wurde. Da sie sich auch außerhalb der Leinwand als Dame von Welt gab, wurde sie trotz der Freundschaft mit den Brüdern auch dort zum Opfer ihrer Scherze. So berichtete Groucho, dass sie auf einer Tournee ihrer kahlköpfigen Kollegin die Perücke stahlen, so dass Dumont mit einem Tuch um den Kopf den Zug verlassen musste.
Dumont spielte abseits der Marx Brothers in 50 weiteren Kinofilmen, wobei sie auch da zumeist in komischen Nebenrollen eine High-Society-Dame verkörperte. Sie spielte an der Seite anderer Komiker wie W. C. Fields in Gib einem Trottel keine Chance (1941), Laurel und Hardy in Die Tanzmeister, Danny Kaye in Up in Arms (1944) sowie Abbott und Costello in Little Giant (1946). Im Fernsehen war Dumont während der 1950er-Jahre etwa mit Dean Martin und Jerry Lewis zu sehen. Sie blieb bis ins hohe Alter aktiv und spielte ihre letzte Rolle als Mutter von Shirley MacLaine in der Komödie Immer mit einem anderen von 1964. Im folgenden Jahr starb sie mit 82 Jahren an einem Herzinfarkt.

## Filmografie (Auswahl)
- 1923: Frauenfeinde (Enemies of Women)
- 1929: The Cocoanuts
- 1930: Animal Crackers
- 1933: Die Marx Brothers im Krieg (Duck Soup)
- 1935: Nach Büroschluss (After Office Hours)
- 1935: Zum Küssen geboren; auch: Die öffentliche Meinung (Reckless)
- 1935: Skandal in der Oper (A Night at the Opera)
- 1935: Spione küßt man nicht (Rendezvous)
- 1937: Die Marx Brothers: Ein Tag beim Rennen (A Day at the Races)
- 1938: Dramatic School
- 1939: Die Marx Brothers im Zirkus (At the Circus)
- 1941: Gib einem Trottel keine Chance (Never Give a Sucker an Even Break)
- 1941: Die Marx Brothers im Kaufhaus (The Big Store)
- 1942: Sechs Schicksale (Tales of Manhattan)
- 1943: Laurel und Hardy: Die Tanzmeister (The Dancing Masters)
- 1944: Up in Arms
- 1944: Badende Venus (Bathing Beauty)
- 1945: Der Engel mit der Trompete (The Horn Blows at Midnight)
- 1946: Zwei Sprengstoffverkäufer (Little Giant)
- 1952: Gauner mit weißer Weste (Stop, Your’re Killing Me)
- 1958: Die tolle Tante (Auntie Mame)
- 1962: Zotz!
- 1964: Immer mit einem anderen (What a Way to Go!)